# شهر ما (فیلم ۲۰۰۷)
شهر ما (کره‌ای: 우리 동네؛ انگلیسی: Our Town) یک فیلم جنایی دلهره‌آور محصول سال ۲۰۰۷ کره جنوبی است.

## بازیگران
- اوه مان سوک در نقش کیونگ جو
- لی سون کیون در نقش جه شین
- ریو دوک هوان در نقش هیو یی
  - کانگ یی سوک در نقش جوانی هیو یی
- پارک میونگ شین در نقش یو سا جانگ
- جونگ هه وون در نقش کیم سو یون
- لی مو سنگ در نقش جونگ میونگ بو
- یوم هه ران در نقش فروشنده کیک برنجی

## باکس آفیس
شهر ما در ۲۹ نوامبر ۲۰۰۷ در کره جنوبی منتشر شد.
این فیلم در آخر هفته نخستین هفته اکران در جایگاه چهارم باکس آفیس با فروش ۱٬۱۳۵٬۴۴۴ دلار آمریکا قرار گرفت و تا ۲۳ دسامبر به فروش ۲٬۶۴۳٬۲۵۱ دلار آمریکا رسید. این فیلم در کل تعداد ۳۷۷٬۵۹۱ بلیت فروخت.